# Trường Đại học Hòa Bình

## Lịch sử hình thành
Trường Đại học Hoà Bình được thành lập theo Quyết định số 244/QĐ-TTg ngày 28/02/2008 của Thủ tướng Chính phủ. Đến nay, Trường đã có 9 Khoa đảm đương các ngành đào tạo, 3 Viện, 5 Phòng chức năng, 2 văn phòng đại diện đặt tại Thanh Hóa và thành phố Hồ Chí Minh, 4 Trung tâm và Thư viện. Hiện tại, Trường được phép tuyển sinh đào tạo 5 ngành thạc sĩ, 27 ngành đào tạo kỹ sư, cử nhân bậc ĐH và các chương trình đào tạo, bồi dưỡng như cấp chứng chỉ Ứng dụng Công nghệ thông tin cơ bản, chứng nhận Nghiệp vụ Hướng dẫn viên du lịch nội địa và quốc tế, chứng chỉ Kế toán trưởng và các chứng chỉ nghề cho khối ngành Sức khỏe.
Tháng 3/2018, Nhà trường đã được Trung tâm Kiểm định chất lượng giáo dục - Đại học Quốc gia Hà Nội công nhận Trường đạt chuẩn chất lượng giáo dục quốc gia. Tính đến tháng 12/2022, Nhà trường đã kiểm định chất lượng 07 chương trình đào tạo đạt chuẩn; đăng ký kiểm định chất lượng cơ sở giáo dục lần 2 vào năm 2023. Hiện nay, Trường đang thực hiện tự đánh giá cơ sở giáo dục giai đoạn 2018-2023 để chuẩn bị khảo sát sơ bộ và đánh giá ngoài cơ sở giáo dục lần 2 trong năm 2023.
Tỉ lệ sinh viên tốt nghiệp có việc làm sau 1 năm tốt nghiệp đạt từ 70% đến 90%.
Trụ sở chính của Trường đặt tại số 8 phố Bùi Xuân Phái, Lô CC2, Khu đô thị Mỹ Đình 2, phường Mỹ Đình 2, quận Nam Từ Liêm, thành phố Hà Nội.

## Lãnh đạo
- Hội đồng Trường:
Chủ tịch Hội đồng Trường: TS. Nguyễn Văn Ngữ.
- Ban Giám hiệu:
Hiệu trưởng: NGND.PGS.TS. Tô Ngọc Hưng;
Phó Hiệu trưởng: Giáo Sư, Tiến Sĩ, Bác Sĩ Nguyễn Đức Trọng

## Khoa đào tạo
- Khoa Dược;
- Khoa Y;
- Khoa Điều Dưỡng
- Khoa Y học Cổ truyền;
- Khoa Công nghệ thông tin và Điện tử viễn thông;
- Khoa Kinh tế và Khoa học cơ bản;
- Khoa Luật;
- Khoa Tài chính ngân hàng -Kế toán;
- Khoa Mỹ thuật Công nghiệp và Kiến trúc;
- Khoa Quan hệ công chúng và Truyền thông;
- Khoa Quản trị kinh doanh;
- Khoa Công nghệ kỹ thuật;
- Khoa Tiếng Anh;
- Khoa Tiếng Trung Quốc;
- Khoa Tiếng Hàn Quốc;
- Khoa Tiếng Nhật;
- Khoa Khoa học y sinh
- Khoa Du lịch.

## Đội ngũ giảng viên
Hiện nay, tổng số cán bộ giảng viên của Nhà trường là 375 người, trong đó có 09 GS.TS, 33 PGS.TS, 106 TS, 04 BSCKII, 188 ThS, 35 là các nhân viên kỹ thuật, bác sỹ làm việc tại các phòng kỹ thuật, thí nghiệm, thực hành.

## Quy mô đào tạo
Loại hình đào tạo: 5 ngành thạc sĩ, 21 ngành đào tạo kỹ sư, cử nhân bậc ĐH và các chương trình đào tạo, bồi dưỡng như cấp chứng chỉ Ứng dụng Công nghệ thông tin cơ bản, chứng nhận Nghiệp vụ Hướng dẫn viên du lịch nội địa và quốc tế, chứng chỉ Kế toán trưởng và các chứng chỉ nghề cho khối ngành Sức khỏe.
Số lượng sinh viên: 3500- 4000.

## Hoạt động nghiên cứu khoa học và công nghệ
Trường ĐHHB đã chủ trì thành công nhiều đề tài nghiên cứu khoa học. Các đề tài cấp cơ sở tập trung vào các nội dung ứng dụng trong quản lý giáo dục và nâng cao chất lượng đào tạo trong các lĩnh vực khác nhau của Nhà trường. Nhiều sản phẩm NCKH của các đề tài được phát triển thành giáo trình, tài liệu phục vụ giảng dạy cho sinh viên và học viên cao học. Một số sản phẩm NCKH của các đề tài về quản lý giáo dục được áp dụng trực tiếp vào công tác quản lý đào tạo, công tác sinh viên, công tác quản lý CBGV và các hoạt động khác của Nhà trường. CBGV của Trường đã tham gia các đề tài nghiên cứu với các viện nghiên cứu và các trường đại học khác. Đề tài “Hợp tác nghiên cứu thiết kế, chế tạo mẫu tổ hợp máy bay không người lái dân dụng cỡ nhỏ để giám sát từ xa phục vụ các nhu cầu kinh tế - xã hội” do TS. Nguyễn Đăng Minh làm Phó chủ nhiệm đề tài (đề tài cấp Nghị định thư) và “Thiết kế chế tạo hệ thống điện, hệ thống điều khiển tên lửa TV-01, thiết bị viễn trắc và quang-điện tử để theo dõi quá trình bắn - bay và Hộp vệ tinh” (đề tài nhánh cấp Nhà nước) do giảng viên của trường tham gia; đề tài do Hội Hàng không - Vũ trụ Việt Nam chủ trì; đề tài ”Định hướng chiến lược, giải pháp đột phá nhằm đổi mới căn bản và toàn diện giáo dục và đào tạo”, mã số KX.04.28/11-15 do cán bộ của Trường tham gia với tư cách thành viên chủ chốt - đề tài do PGS.TS Phạm Văn Linh chủ trì có sự tham gia của các nhà khoa học ở Ban Tuyên giáo Trung ương, Hội đồng Lý luận Trung ương, Viện Khoa học Giáo dục. Đề tài cấp Nhà nước: “Nghiên cứu đề xuất các giải pháp phát triển bền vững các trường đại học ngoài công lập Việt Nam” do Trường là cơ quan chủ trì cùng với sự tham gia của các nhà khoa học trong và ngoài trường thực hiện đã được nghiệm thu trong năm 2021... Các đề tài nghiên cứu khoa học được triển khai nghiêm túc theo đúng kế hoạch và được đảm bảo nguồn lực để triển khai. Trong 5 năm gần đây (2017-2022), CBGV Nhà trường công bố hơn 300 bài báo; trong đó, số lượng bài báo khoa học của Trường thuộc danh mục Scopus là 30 bài. Đặc biệt, tháng 10/2021, Tạp chí PloS Biology của Mỹ công bố danh sách top 100.000 nhà khoa học có ảnh hưởng nhất thế giới năm 2020 (dữ liệu từ 2019 trở về trước), trong danh sách đó, có GS.TS Trần Trung, Phó Hiệu trưởng Trường Đại học Hòa Bình. Nhờ có sự hợp tác với các trường đại học trong và ngoài nước (Đại học Huế, Viện Nghiên cứu Miền Trung - Viện Hàn lâm Khoa học Công nghệ, Trường Đại học Quy Nhơn và Đại học Korea Hàn Quốc), Đề tài “Tính toán cấu hình tối ưu và năng lượng của đơn phân (monomer) dẫn xuất benzothiazol hemicyanine và các phức với Hg2+ bằng Phương pháp DFT” của GS.TSKH. Đặng Ứng Vận cùng các cộng sự đã công bố trên Tạp chí SCI với chỉ số IF cao .

## Cơ sở vật chất
- Cơ sở (trong quy hoạch): xã Tiến Xuân, huyện Thạch Thất, thành phố Hà Nội;
- Cơ sở chính: số 8 Bùi Xuân Phái, khu đô thị Mỹ Đình II Quận Nam Từ Liêm– Hà Nội..